# Episodi di Quattro donne in carriera (sesta stagione)
La sesta stagione della serie televisiva Quattro donne in carriera è stata trasmessa in anteprima negli Stati Uniti d'America dalla CBS tra il 16 settembre 1991 e il 4 maggio 1992.
| nº | Titolo originale                        | Titolo italiano | Prima TV USA      | Prima TV Italia |
| -- | --------------------------------------- | --------------- | ----------------- | --------------- |
| 1  | The Big Desk (Part 1)                   |                 | 16 settembre 1991 |                 |
| 2  | The Big Desk (Part 2)                   |                 | 16 settembre 1991 |                 |
| 3  | A Toe in the Water                      |                 | 23 settembre 1991 |                 |
| 4  | Dwayne's World                          |                 | 30 settembre 1991 |                 |
| 5  | Marriage Most Foul                      |                 | 7 ottobre 1991    |                 |
| 6  | Picking a Winner                        |                 | 14 ottobre 1991   |                 |
| 7  | Last Tango in Atlanta                   |                 | 21 ottobre 1991   |                 |
| 8  | The Strange Case of Clarence and Anita  |                 | 4 novembre 1991   |                 |
| 9  | Just Say Doe                            |                 | 11 novembre 1991  |                 |
| 10 | Julia and Rusty, Sittin' in a Tree      |                 | 18 novembre 1991  |                 |
| 11 | Julia and Mary Jo Get Stuck Under a Bed |                 | 2 dicembre 1991   |                 |
| 12 | Real, Scary Men                         |                 | 9 dicembre 1991   |                 |
| 13 | Tales Out of School                     |                 | 16 dicembre 1991  |                 |
| 14 | Driving My Mama Back Home               |                 | 6 gennaio 1992    |                 |
| 15 | Payne Comes Home                        |                 | 13 gennaio 1992   |                 |
| 16 | Carlene's Apartment                     |                 | 20 gennaio 1992   |                 |
| 17 | Mamed                                   |                 | 3 febbraio 1992   |                 |
| 18 | A Scene from a Mall                     |                 | 24 febbraio 1992  |                 |
| 19 | All About Odes to Atlanta               |                 | 2 marzo 1992      |                 |
| 20 | I Enjoy Being a Girl                    |                 | 9 marzo 1992      |                 |
| 21 | L.A. Story                              |                 | 23 marzo 1992     |                 |
| 22 | A Little Night Music                    |                 | 27 aprile 1992    |                 |
| 23 | Shades of Vanessa                       |                 | 4 maggio 1992     |                 |